# Nichtpulmonaler Laut
Nichtpulmonale Laute sind Sprachlaute, bei deren Erzeugung der Luftstrom im Gegensatz zu den Pulmonalen nicht direkt aus der Lunge durch den Vokaltrakt fließt. Da Vokale durch einen ungehinderten pulmonalen Luftstrom bestimmt sind, handelt es sich folglich bei allen nichtpulmonalen Lauten um Konsonanten. In der Phonetik können die nichtpulmonalen Laute in drei Klassen eingeteilt werden: Die Ejektive, die Klicks und die Implosive, unterschieden durch einen egressiven oder ingressiven Luftstrom bei ihrer Erzeugung. In der deutschen Phonetik kommen keine nichtpulmonalen Laute vor.
Einteilung der nichtpulmonalen Laute, sortiert nach dem Luftstrommechanismus:

## Nichtpulmonale Laute mit ingressivem Luftstrom

### Klick
Klicks (auch bekannt als "Schnalzlaute") werden erzeugt, indem zwei Verschlüsse gebildet werden: Ein primärer Verschluss, der den charakteristischen Klang des Lautes bestimmt und ein sekundärer Verschluss, der mit dem Zungenrücken zur Erzeugung des benötigten ingressiven Luftstroms benötigt wird. Um den Laut zu erzeugen, senkt der Sprecher die Zunge im Bereich zwischen velarem und primärem Verschluss ab. In der Folge entsteht ein Unterdruck, der den Primärverschluss aufsprengt. Die zum Druckausgleich einströmende Luft sorgt für den auditiven Eindruck.
Als Sprachlaut kommen Laute dieser Klasse hauptsächlich in den im südlichen Afrika gesprochenen Khoisansprachen vor. Aber auch in Europa sind sie nicht unbekannt, kommen dort allerdings nur in paralinguistischer Funktion vor.

### Implosive
Artikulatorisch verhalten sich Implosive quasi spiegelbildlich zu den unten diskutierten Ejektiven. Bei den Implosiven wird bei der Verschlussbildung der Kehlkopf angehoben und zur Erzeugung des Lautes abrupt abgesenkt. Der entstehende Unterdruck sorgt für einen ingressiven Luftstrom, der den Verschluss sprengt. 
Implosive finden sich etwa im Sindhi.

## Nichtpulmonale Laute mit egressivem Luftstrom

### Ejektive
Die Ejektive werden erzeugt, indem oberhalb der Glottis ein Verschluss gebildet wird. Gleichzeitig mit der Verschlussbildung wird die Glottis selbst verschlossen und der Kehlkopf abgesenkt. Das anschließende schnelle Anheben des Kehlkopfes sorgt durch den entstehenden Überdruck für eine Sprengung des Verschlusses.
Als Sprachlaute finden sich Ejektive vor allem in mehreren Indianersprachen, aber auch in einigen Sprachen des Kaukasus, wie etwa dem Georgischen treten sie auf.